# Leo Bernsmann
Leo Bernsmann (* 14. Juli 2004 in Köln) ist ein deutscher Volleyballspieler.

## Karriere
Bernsmann begann seine Karriere beim FC Junkersdorf. Seit 2021 ist er beim Volleyball-Internat Frankfurt aktiv. In der Saison 2021/22 stand er mit Doppelspielrecht auch manchmal im Kader des Bundesligisten United Volleys Frankfurt. Seit 2022 spielt er neben dem Internat auch beim Erstligisten SWD Powervolleys Düren. In der Saison 2022/23 spielte Bernsmann mit den SWD Powervolleys in der Gruppenphase der Champions League. Im DVV-Pokal 2022/23 erreichte er mit seiner Mannschaft das Finale, das in Mannheim gegen die Berlin Recycling Volleys verloren ging. Die Bundesliga-Saison endete für Düren im Playoff-Halbfinale ebenfalls gegen Berlin. In der Saison 2023/24 unterlagen die SWD Powervolleys im DVV-Pokal hingegen bereits im Viertelfinale gegen die WWK Volleys Herrsching und im CEV-Pokal schieden sie im Achtelfinale aus. In den Bundesliga-Playoffs verloren die SWD Powervolleys als Tabellensechster im Viertelfinale gegen den VfB Friedrichshafen. In der Saison 2024/25 spielte Bernsmann zur Leihe beim Ligakonkurrenten Netzhoppers Königs Wusterhausen.
Zur Saison 2025/26 wechselt Bernsmann in die 2. Bundesliga Nord zu seinem Heimatverein FCJ Köln.